# Piedras Gordas Tecate B.C.

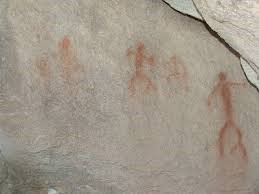
Pintura Rupestre - Piedras Gordas B.C. - Persona piernas de pinza

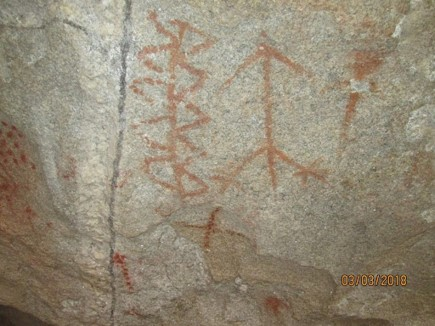

Piedras Gordas es un sitio de arte Rupestre en el municipio de Tecate Baja California tiene el acceso es por el Club La Hacienda, al sur y cercano al km. 72 de la carretera Federal N.º 2 en el tramo Tecate-La Rumorosa, o por el camino que sale de la Rumorosa al sur y unos 3 km, en la y griega, da vuela al oeste y transitando unos 6 km.
lo llevará directamente al sitio después de unos es un conjunto rocoso, de piedras redondas graníticas, que se puede llegar en vehículo automotor, por camino de terracería. Un letrero en malas condiciones indica que el INAH tuvo presencia en algún tiempo, en el sitio. En la zona se pueden encontrar liebres y conejos.

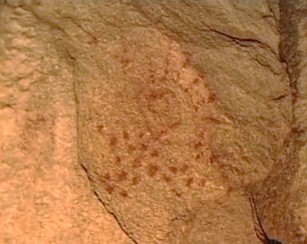
Pintura Rupestre - Piedras Gordas B.C. - Ojo y puntos

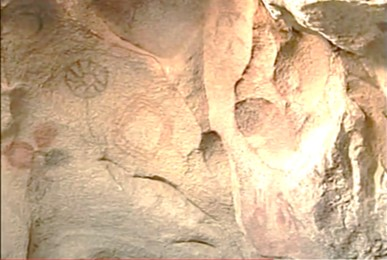
Pintura Rupestre - Piedras Gordas B.C. - Flores y círculos

A unos pasos del camino se encuentra un el arroyo Piedras Gordas. La zona cuenta con pinos piñoneros. Llegando al sitio, se pueden encontrar una decena de huecos redondos en las piedras a manera de morteros, lo cual hace suponer que era para moler bellotas u otros alimentos. Algunos de ellos están convertidos en tinajas pues contienen agua. Al seguir avanzando se encuentra también un sitio amplio considerado como ceremonial, al cual denominan como aula magna. Es una amplia roca inclinada a manera de auditorio donde algunos conocedores dicen que, ahí se podían los indígenas sentados a escuchar a su líder. La acústica del lugar es excelente, por lo que la versión del “aula magna” es muy creíble. Ahí fue posible encontrar algunos metates. El sitio está cercano a los morteros.

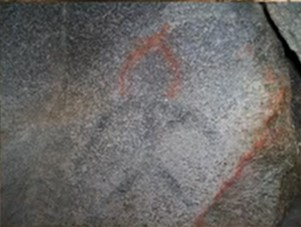
Pintura Rupestre - Piedras Gordas B.C. - Chaman con casco Rojo

Para llegar a las pinturas es necesario cruzar el arroyo, ya que están en la parte posterior de grandes piedras y es de difícil acceso. El sitio es un abrigo rocoso a manera de cuevas abiertas, aunque hay otras cuevas cerradas de unos 20 metros hacia adentro. Algunas partes del sitio está muy bien resguardado de la intemperie y el acceso a curiosos y vándalos. Es necesario guía para lograr llegar.
El tipo de pinturas es perfectamente identificado con el estilo diegueño, típicamente Kumiai ya que son de diferentes colores. Otras son algunas manos en color rojo, figuras humanas en color negro y rojas. Unas figuras humanas son estilizadas, pero se pueden apreciar los cinco dedos. Encontramos unos rombos unidos, otras con múltiples puntos. Unas de las figuras humanas de color rojo, presentan los pies en forma de pinza, lo que llama la atención. 
Una de las más llamativas es la pintura del chamán que es una figura humana en color negro con un penacho a manera “casco” de color rojo y cuatro lados que tiene un tocado que termina en punta con dos “cuernos” en la parte superior. Es característico que en los tres sitios vecinos se encuentran figuras de chamanes (Vallecitos, Valle Seco y Piedras Gordas)
Julio César López Romero, explorador y documentador quien, en coordinación con la Universidad Autónoma de Baja California, han registrado los sitios en video.
Es importante anotar que la falta de interés, protección y cuidados de la ciudadanía y gobierno, ha permitido que sean vandalizadas y saqueadas, lo que es un patrimonio cultural por parte de propios y extraños a estas tierras.